# Fungal Biology
Fungal Biology是一個同行評審的科學期刊，由Elsevier出版，發表真菌學各方面的研究論文，也包括卵菌、黏菌等歷史上曾經屬於真菌之類群的相關研究。

## 歷史
Fungal Biology於1896年創刊，當時名稱為Transactions of the British Mycological Society，1989年更名為Mycological Research，又於2010年更改為現名。

## 外部連結
- 官方网站
- Online access to Transactions of the British Mycological Society（页面存档备份，存于）
- Online access to Mycological Research（页面存档备份，存于）